# Новая Осиновка (Саратовская область)
Новая Осиновка — село в Аткарском районе Саратовской области России. Входит в состав Озёрного муниципального образования.

## География
Село находится в пределах Приволжской возвышенности, в степной зоне, на берегах реки Осиновки, на расстоянии примерно 5 километров (по прямой) к югу от города Аткарск. Абсолютная высота — 146 метров над уровнем моря.
Климат
Климат характеризуется как умеренно континентальный с холодной малоснежной зимой и жарким сухим летом. Средняя многолетняя температура самого холодного месяца (января) варьируется от −12,1 до −12,6 °C, температура самого тёплого (июля) — от 20,8 до 21,4 °C. Среднегодовое количество атмосферных осадков — 375—450 мм. Снежный покров держится в среднем 130—135 дней в году.
Часовой пояс
Село Новая Осиновка, как и вся Саратовская область, находится в часовой зоне МСК+1. Смещение применяемого времени относительно UTC составляет +4:00.

## Население
| 2010 |
| ---- |
| 76   |

Гендерный состав
По данным Всероссийской переписи населения 2010 года, в гендерной структуре населения мужчины составляли 48,7 %, а женщины, соответственно, — 51,3 %.
Национальный состав
Согласно результатам переписи 2002 года, в национальной структуре населения русские составляли 64 % из 99 жителей.